# Scaphium affine
Espèce
Classification phylogénétique
 Scaphium affine est une espèce d'arbres de la famille des Malvaceae, originaire d'Asie du Sud-Est (Vietnam, Malaisie, Laos, etc.).
Le fruit de la scaphiglotte est considéré en Chine comme un stimulant pulmonaire. Il est souvent recommandé en cas de perte de voix ou maux de gorge. Les chanteurs, orateurs ou professeurs s'en servent souvent pour maintenir la voix. Il peut être aussi utile comme laxatif doux pour lutter contre la constipation.

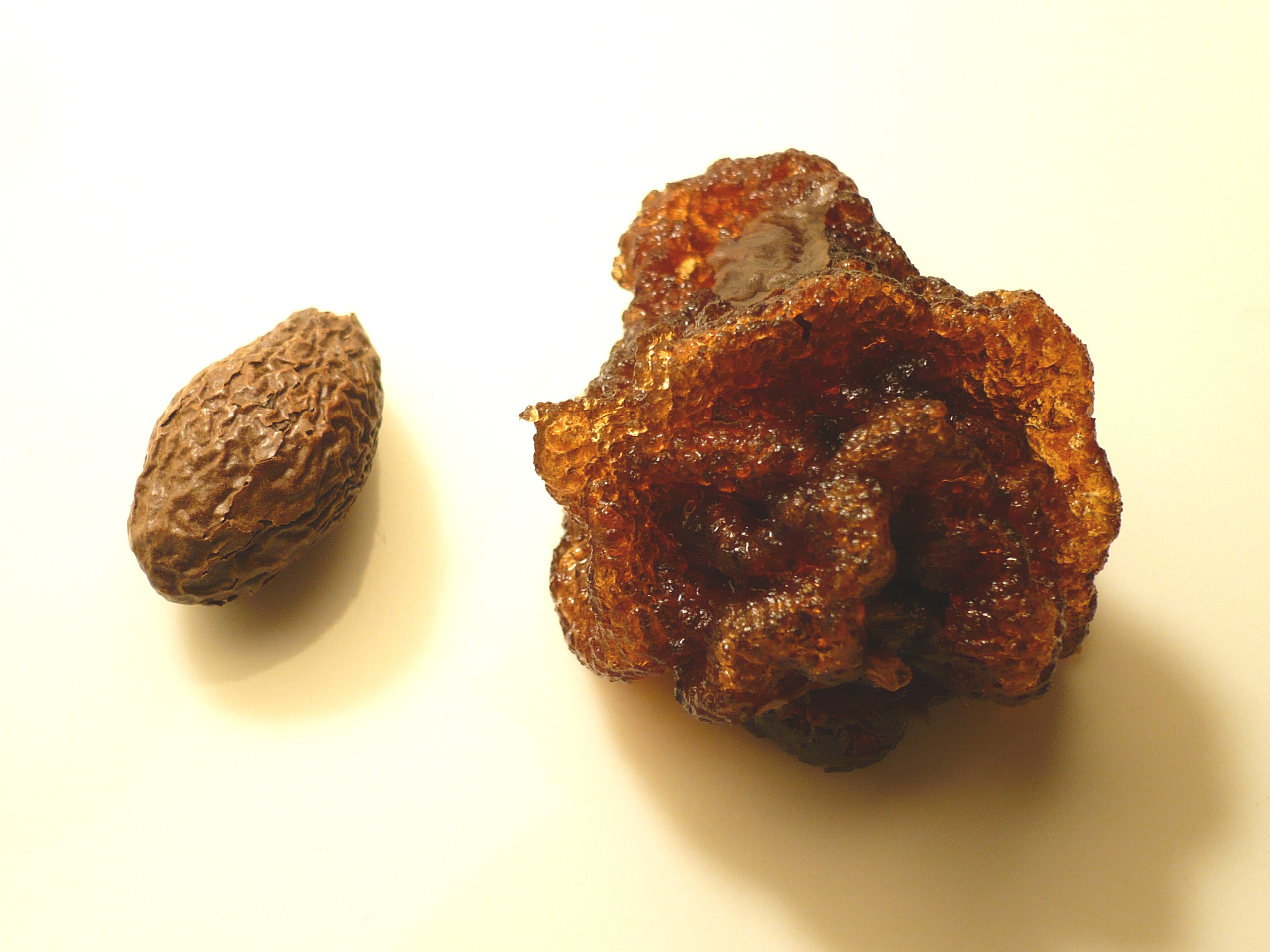
Fruit sec et fruit gonflé par trempage.

## Synonymes
- Sterculia affinis Mast. (1874)
- Sterculia lychnophora Hance (1876)

## Noms communs
- anglais : Malva nut tree, Taiwan sweet gum tree, poontalai
- lao : /mȁːk cɔːŋ/
- chinois : 胖大海 - pànɡdàhǎi ("océan gras")
- vietnamien : hạt lười ươi; đười ươi; hột lười ươi
- khmer : សំរោង /sɑmraoŋ marathi - naranjan phal/.
- thaï : ลูกสำรอง, หมากจอง, พุงทะลาย
- malais : kembang semangkuk